# FC Progrès Niedercorn
El Football Club Progrès Niedercorn es un equipo de fútbol de Luxemburgo que juega en la BGL Ligue, la liga de fútbol más importante del país.

## Historia
Fue fundado en el año 1919 en la ciudad de Niederkorn, al suroeste del país. Durante la Segunda Guerra Mundial, jugó en la Gauliga Moselland con el nombre FK Niederkorn, siendo subcampeón en 1942/43.
La etapa más gloriosa fue a finales de la década de los años 70 e inicios de los 80, donde ganó la gran mayoría de sus títulos. Ha sido campeón de Liga en 3 ocasiones y campeón de Copa en 4 ocasiones en 7 finales jugadas.
A nivel internacional, no pudo pasar de la primera ronda en competiciones europeas hasta la temporada 2017/18, cuando fue capaz de eliminar al Glasgow Rangers de Escocia en las clasificatorias de la Liga Europa de la UEFA.

## Palmarés
- Division Nationale: 3

1952-53, 1977-78, 1980-81
- - Subcampeón: 5

1931-32, 1936-37, 1976-77, 1978-79, 1981-82
- Copa de Luxemburgo: 5

1932-33, 1944-45, 1976-77, 1977-78, 2023-24
- - Finalista: 3

1945-46, 1955-56, 1979-80
- Gauliga Moselland: 0
  - Subcampeón: 1

1942-43

## Participación en competiciones de la UEFA
| Temporada | Torneo                    | Ronda              | Club            | Casa      | Visita | Global   |
| --------- | ------------------------- | ------------------ | --------------- | --------- | ------ | -------- |
| 1977–78   | European Cup Winners' Cup | 1                  | Vejle Boldklub  | 0–1       | 0–9    | 0–10     |
| 1978–79   | European Cup              | 1                  | Real Madrid     | 0–7       | 0–5    | 0–12     |
| 1979–80   | UEFA Cup                  | 1                  | Grasshopper     | 0–2       | 0–4    | 0–6      |
| 1981–82   | European Cup              | 1                  | Glentoran       | 1–1       | 0–4    | 1–5      |
| 1982–83   | UEFA Cup                  | 1                  | Servette FC     | 0–1       | 0–3    | 0–4      |
| 2015–16   | UEFA Europa League        | 1.ª clasificatoria | Shamrock Rovers | 0–0       | 0–3    | 0–3      |
| 2017-18   | UEFA Europa League        | 1.ª clasificatoria | Rangers         | 2-0       | 0-1    | 2-1      |
| 2017-18   | UEFA Europa League        | 2.ª clasificatoria | AEL Limassol    | 0-1       | 1-2    | 1-3      |
| 2018-19   | UEFA Europa League        | 1.ª clasificatoria | Qäbälä          | 0–1       | 2–0    | 2–1      |
| 2018-19   | UEFA Europa League        | 2.ª clasificatoria | Honvéd          | 2–0       | 0–1    | 2–1      |
| 2018-19   | UEFA Europa League        | 3.ª clasificatoria | Ufa             | 2–2       | 1–2    | 3–4      |
| 2019-20   | UEFA Europa League        | Ronda Preliminar   | Cardiff MU      | 1–0       | 1–2    | 2–2 (v.) |
| 2019-20   | UEFA Europa League        | Primera ronda      | Cork City       | 1–2       | 2–0    | 3–2      |
| 2019-20   | UEFA Europa League        | Segunda ronda      | Rangers         | 0–0       | 0–2    | 0–2      |
| 2020-21   | UEFA Europa League        | Primera ronda      | Zeta            | 3–0       | –      | 3–0      |
| 2020-21   | UEFA Europa League        | Segunda ronda      | Willem II       | 0–5       | –      | 0–5      |
| 2023-24   | UEFA Conference League    | Primera ronda      | Gjilani         | 2-2       | 2-0    | 4-2      |
| 2023-24   | UEFA Conference League    | Segunda ronda      | Midtjylland     | 2-1 (t.e) | 0–2    | 2-3      |
| 2024-25   | UEFA Conference League    | 2.ª clasificatoria | Djurgårdens     | 1–0       | 0–3    | 1–3      |

### Récord Europeo
| Torneo                                            | J  | G | E | P  | GF | GC |
| ------------------------------------------------- | -- | - | - | -- | -- | -- |
| European Cup / UEFA Champions League              | 4  | 0 | 1 | 3  | 1  | 17 |
| UEFA Cup / Europa League                          | 22 | 5 | 2 | 15 | 15 | 29 |
| UEFA Europa Conference League                     | 6  | 3 | 1 | 2  | 7  | 8  |
| UEFA Cup Winners' Cup / European Cup Winners' Cup | 2  | 0 | 0 | 2  | 0  | 10 |
| General                                           | 36 | 9 | 5 | 23 | 26 | 69 |

## Entrenadores Desde 2002
- Hubert Meunier (2002–06)
- Olivier Ciancanelli (2006)
- Lex Wilhelm (2006–08)
- Marc Chaussy (2009)
- Manuel Peixoto (2009–10)
- Henri Bossi (2010–)

## Jugadores

### Jugadores destacados
| - Sully Bilon - Eric Braun - Marc Chaussy - François Colleatte - Claude Conter - Thomas Gilgemann - Jérôme Hochard - Christian Hoffmann - Mike Hopp - Christophe Kaufmann - Christophe Kayser - Alain Klein - Laurent Mond - Sammy Muller - Jérémie Peiffer - Jérôme Raus - Marc Reuter - Laurent Schmit - Marc Schoder - Johny Thill - Chrstophe Wilwert - Nico Zhan | - Walter Antunez - Amer Dautbašić - Adamo - Didier Chaillou - Thomas Panel - Jonathan Rigo - Soriba Camara - Gérard Agostino - Paolo Amodio - Paul Bossi - David Castellani - Serge Catazzo - Stefano Colantonio - Giuseppe Coppi - Daniel Fabbri - Roland Flenghi - Sven Gorza - Maurizio Masi - Sandro Masi - Rocco Palazzo - David Purgatorio - Mike Rea | - Miguel Reisinho - Samuel Amorim - Miguel Araujo - Daniel de Waha - Manuel Frías - Rui Peneda - Paulo Henriques Pinto - Álvaro Portal - Bruno Ribeiro Alves - Nelson Silva Kabral - Claudio Simoes - Adamo Ramos de Sousa - David Soares Marques - Dany Teixeira Figueira - François Vales Ferreira |